# Філіпінув
Філіпінув (пол. Filipinów) — село в Польщі, у гміні Зволень Зволенського повіту Мазовецького воєводства.
Населення — 93 особи (2011).
У 1975-1998 роках село належало до Радомського воєводства.

## Демографія
Демографічна структура станом на 31 березня 2011 року:
|          | Загалом | Допрацездатний вік | Працездатний вік | Постпрацездатний вік |
| -------- | ------- | ------------------ | ---------------- | -------------------- |
| Чоловіки | 49      | 10                 | 34               | 5                    |
| Жінки    | 44      | 6                  | 27               | 11                   |
| Разом    | 93      | 16                 | 61               | 16                   |